# Уколов Дмитро Матвійович
Дмитро Матвійович Уколов (рос. Дмитрий Матвеевич Уколов; нар. 23 жовтня 1929, Аненки, Тульська область, СРСР — пом. 25 листопада 1992, Москва, Росія) — радянський хокеїст, захисник. Олімпійський чемпіон.

## Клубна кар'єра
Виступав за московський «Спартак» (1948—1949) та ЦСКА (1949—1961). Один з найрезультативніших захисників свого часу у радянському хокеї. Семиразовий чемпіон СРСР (1950, 1955, 1956, 1958—1961). У 1954 році був обраний до символічної збірної. Всього у чемпіонатах СРСР провів 250 матчів (48 голів). Володар кубка СРСР 1954—1956.

## Виступи у збірній
У складі національної збірної здобув золоту нагороду на Олімпійських іграх 1956 у Кортіна-д'Ампеццо.
Чемпіон світу 1954, 1956; другий призер 1955, 1958, 1959. На чемпіонатах Європи — п'ять золотих нагород (1954—1956, 1958, 1959). На чемпіонатах світу та Олімпійських іграх провів 32 матчі (8 закинутих шайб), а всього у складі збірної СРСР — 89 матчів (15 голів).
Перший захисник радянської збірної, якому вдалося тричі вразити ворота суперника у одному матчі. 27 лютого 1954 була переможена збірна Норвегії з рахунком 7:0.

## Нагороди та досягнення
Заслужений майстер спорту СРСР (1954). Нагороджений медаллю «За трудову відзнаку».
| Нагороди         | Команда       | Кіл. | Роки                                     |
| ---------------- | ------------- | ---- | ---------------------------------------- |
| Олімпійські ігри |               |      |                                          |
| Золото           | СРСР          | 1    | 1956                                     |
| Чемпіонат світу  |               |      |                                          |
| Золото           | СРСР          | 2    | 1954, 1956                               |
| Срібло           | СРСР          | 3    | 1955, 1958, 1959                         |
| Чемпіонат Європи |               |      |                                          |
| Золото           | СРСР          | 5    | 1954, 1955, 1956, 1958, 1959             |
| Чемпіонат СРСР   |               |      |                                          |
| Золото           | ЦСКА (Москва) | 7    | 1950, 1955, 1956, 1958, 1959, 1960, 1961 |
| Срібло           | ЦСКА (Москва) | 4    | 1952, 1953, 1954, 1957                   |
| Кубок СРСР       |               |      |                                          |
| Володар          | ЦСКА (Москва) | 3    | 1954, 1955, 1956                         |